# Vidrà
Vidrà település Spanyolországban, Girona tartományban. Vidrà Vallfogona de Ripollès, Riudaura, La Vall d’en Bas, Sant Pere de Torelló, Santa Maria de Besora és Ripoll községekkel határos. Lakosainak száma 169 fő (2024).

## Népesség
A település népessége az elmúlt években az alábbi módon változott:
| Lakosok száma | 133  | 487  | 436  | 310  | 178  | 162  | 173  | 169  | 167  | 169  |
|               | 1717 | 1887 | 1936 | 1960 | 1986 | 2004 | 2009 | 2014 | 2019 | 2024 |